# Damdin Soeche Bator

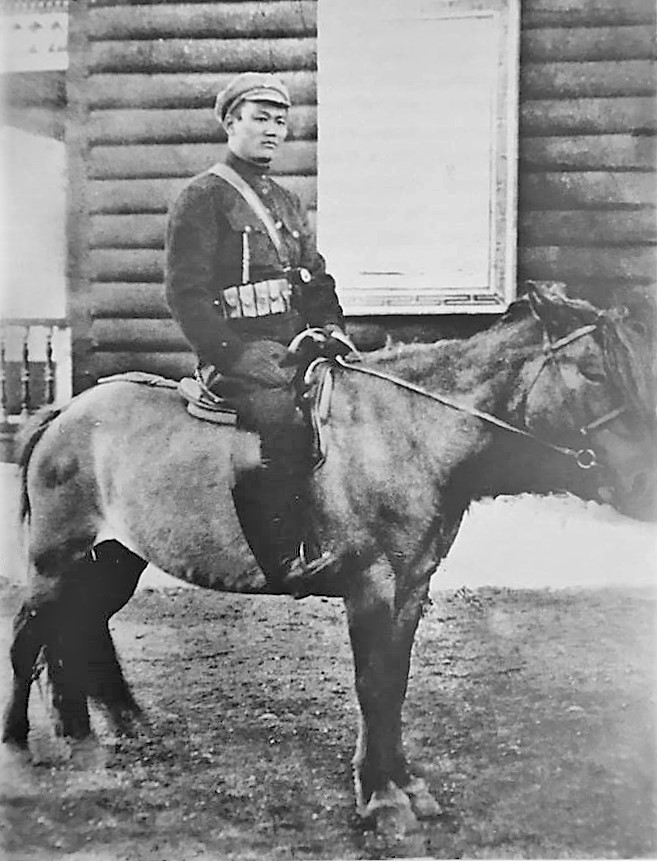
Damdin Soeche Bator

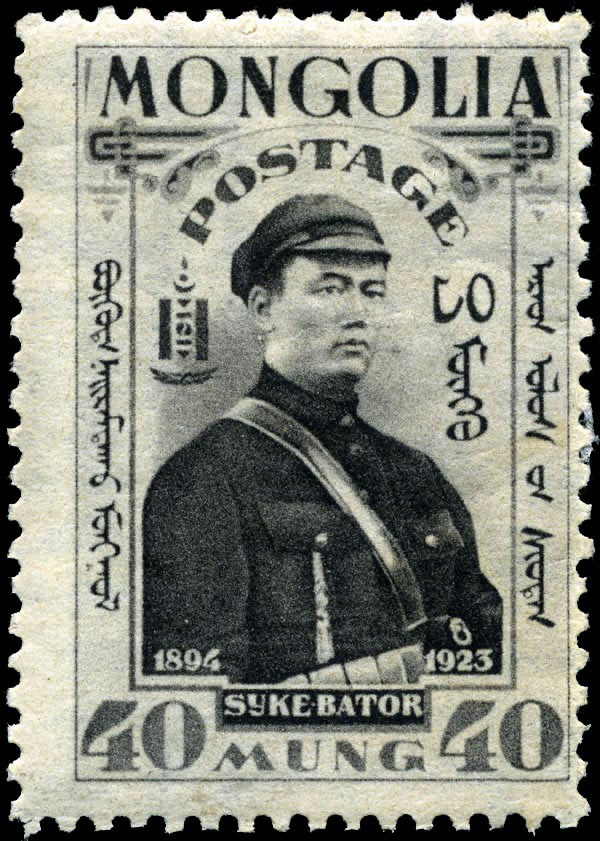
Postzegel uit 1932

Damdin Soeche Bator (Mongools: Дамдин Сүхбаатар) (Ulaanbaatar, 2 februari 1893 – Mongolië, 22 februari 1923) was een staatsman uit Buiten-Mongolië en medeoprichter van de Mongoolse Volkspartij en stond daarmee aan het begin van de Volksrepubliek Mongolië.
Soeche Bator ontving een opleiding aan een Russische school in Mongolië. Van 1912 tot 1917 was Soeche Bator militair in het Mongoolse Leger en was daarna werkzaam als stenograaf. In 1919 sloot hij zich aan bij de Mongoolse Partizaneenheid die de Chinese generaal Xu Shuzheng verdreef. In 1920 stichtte hij een revolutionaire werkgroep, die op 1 maart 1921 opging in de Mongoolse Volkspartij. Zowel Soeche Bator als Tsjoibalsan, een andere belangrijke revolutionair, behoorden tot de zogenaamde civiele 'Consul-groep' binnen de Volkspartij. Na de verdrijving van de 'dolle baron' Roman von Ungern-Sternberg in de zomer van 1921 werd de monarchie van de koetoektoe Jebtsundamba door de Mongoolse partizanen en het Russische Rode Leger hersteld. In de nieuwe, met Sovjet-Russische steun opgezette, regering van Mongolië overheerste de Mongoolse Volkspartij en werd Soeche Bator minister van Defensie. Soeche Bator overleed vrij onverwachts in 1923. Tsjoibalsan claimde later dat Soeche Bator was vergiftigd. De stad Oerga werd omgedoopt tot Ulaanbaatar ('Rode Held'), ter nagedachtenis van Soeche Bator. De jeugdbeweging van de Mongoolse Revolutionaire Volkspartij werd naar hem vernoemd (Soeche Bator Mongoolse Pioniers Organisatie). Wegens zijn revolutionaire verdiensten staat Soeche Bator nog steeds bekend als de vader des vaderlands van Mongolië.
Jarenlang was de Orde van Suha Bator de hoogste Mongoolse onderscheiding. De kostbare ster met het geïdealiseerde portret van Damdin Soeche Bator in platina na de overwinning op Duitsland en Japan aan bevriende socialistische staatshoofden, maarschalken en bevelhebbers van de partizanen in de Tweede Wereldoorlog toegekend.
De weduwe van Damdin Soeche Bator, Sühbaataryn Yanjmaa (1893-1962) was van 1953 tot 1954 staatshoofd van Mongolië.
- CiNii: DA11290183
- Gemeinsame Normdatei: 118896075
- International Standard Name Identifier: 0000 0003 5782 5196
- Library of Congress Control Number: n85384476
- Nationale Bibliotheek van Israël: 987007370714805171
- Nationale Bibliotheek van Polen: a0000002755509
- Système universitaire de documentation: 103175652
- Virtual International Authority File: 200005148
- WorldCat: E39PBJxrWyTgY3XJrjWX3YP4v3